# Gawaher
 (mai 2024).
Si vous disposez d'ouvrages ou d'articles de référence ou si vous connaissez des sites web de qualité traitant du thème abordé ici, merci de compléter l'article en donnant les références utiles à sa vérifiabilité et en les liant à la section « Notes et références ».
 (mai 2024).
Gawaher Muhammad Ali Ahmed, nom de scène Gawaher (arabe : جواهر), née en 1969 à Port-Soudan, est une chanteuse soudanaise.

## Biographie
Gawaher vit la majeure partie de son enfance et de son adolescence avec sa famille à Port-Soudan. Au cours de ces premières années, elle développe un profond intérêt pour la musique. Cependant, comme l'industrie musicale n'est pas très bonne au Soudan, elle se rend compte qu'elle ne peut pas commencer une carrière musicale dans son pays d'origine. Elle s'installe en Égypte, où la scène musicale locale est en plein essor. Au cours de ses premières années en Égypte, elle se produit dans un hôtel appelé Assouan en tant que chanteuse et danseuse du ventre pour les touristes. Ses goûts musicaux commencent à changer lorsqu'elle découvre le chaâbi égyptien.
Gawaher sort son premier album studio Ḥikāyah Gharībah (Histoire étrange) en 1995 avec le label Ibn Al Khatib. Ce premier album est entièrement enregistré en dialecte arabe soudanais et se caractérise par une forte saveur traditionnelle nubienne avec une production et une instrumentation subsahariennes. Même si elle n'a pas beaucoup de succès, grâce à cette sortie, la jeune interprète commence à attirer l'attention de certains poètes, producteurs et éditeurs surpris par sa voix forte. Un an plus tard, cet album sort en Arabie Saoudite par un label local.
En 1996, la chanteuse sort Marat al-'ayām, son deuxième album studio pour lequel elle collabore avec de nombreux compositeurs et poètes soudanais et écrit certaines chansons.
Un an plus tard, en 1997, la chanteuse quitte le label Ibn Al Khatib. En 1998, elle signe un contrat avec High Quality, un label plus important qui compte des chanteurs de la scène musicale égyptienne comme Hamada Helal. Dans cette nouvelle phase de sa carrière, elle sort Telefonak, son troisième album, qui se distingue par un changement radical de style, passant des mélodies soudanaises typiques à la musique chaâbi. Cet album donne à la chanteuse ses premiers succès comme Hamada, qui connaît un grand succès et lui permet d'enregistrer des clips vidéo et de se produire dans des émissions de télévision.
En 1999, Gawaher sort A Alkornĕyş, son quatrième album. La chanson du même nom est accompagnée d'un clip vidéo diffusé sur les chaînes de télévision musicales arabes. Il comprend, dans sa version égyptienne, la collaboration d'Achraf Abdou, producteur habituel de chanteurs tels que Mohamed Mounir, Latifa et Hakim. Grâce à la production et à l'attention accrue des médias, le succès de cet album est tel que Rotana Mousica, le géant de la musique panarabe, sort l'album dans le Levant et dans les états du Golfe Persique.
Deux ans plus tard, pour son nouvel album Samara, Gawaher collabore notamment avec de nouveaux producteurs comme Saleh Abu al-Dahab, qui produisit des chansons pour des artistes comme Mohammed Fouad et Amr Diab.
En 2003, la chanteuse sort son sixième album, Ana Laka, populaire pour sa chanson titre et son premier single, également accompagné d'une vidéo promotionnelle. Cette fois, en plus de ses chansons habituellement joyeuses et typiquement shaabi, elle commence à inclure des chansons plus profondes et mélancoliques comme Dawetek yama, dédiée à sa mère.
De 2004 à 2008, Gawaher arrête sa carrière musicale pendant quatre ans pour des raisons personnelles. Après cela, elle revient sur la scène musicale avec de nouveaux collaborateurs tels que Tarek Abdel Gaber, qui compose des chansons pour des artistes tels que Sherine Abdel Wahhab, Tamer Hosny, Samira Said et Assala Nasri. L'album Enday se distingue par son son nostalgique et par son retour aux sonorités africaines et au dialecte soudanais. La chanteuse diminue ensuite son activité musicale jusqu'en 2015, date à laquelle elle commence à sortir de nouveaux titres tels que Gany alasmarany, une version d'un célèbre tube chanté à l'origine par la chanteuse saoudienne Etab, qui est également sa première chanson en arabe du Golfe.

## Discographie
Albums
- Ħekaya Ğarib (1995)
- Maret Aleyam (1996)
- Telefonak (1998)
- A Alkornĕyş (1999)
- Samara (2001)
- Ana Laka (2003)
- Enday (2008)

Singles
- Ħekaya Ğarib (1995)
- Maret Aleyam (1996)
- Hamada (1998)
- Telefnak (1998)
- A Alkornĕyş (1999)
- Heylo (2001)
- Gawzahlo (2001)
- Al Korneish (2001)
- Samara (2001)
- Ana Laka (2003)
- Dawetek Yama (2003)
- Enday (2008)
- Gany el Asmarany (2015)
- Yadania w Hadany (2016)